# Сена, Доминик
Доминик Сена (англ. Dominic Sena; род. 26 апреля 1949 года, Найлс, США) — американский кинорежиссёр и клипмейкер. Основатель компании Propaganda Films.

## Кинокарьера
Начинал карьеру как оператор. Режиссёрский дебют состоялся в 1993 году выходом триллера «Калифорния» c Брэдом Питтом, Дэвидом Духовны и Джульеттой Льюис. Фильм получил приз международного жюри кинокритиков на кинофестивале в Монреале, операторская работа была высоко оценена критиками. Необычный визуальный стиль Сена прославил его фильмы «Угнать за 60 секунд» c Николасом Кейджем и Анджелиной Джоли, «Пароль „Рыба-меч“» с Джоном Траволтой, Хью Джекманом, Хэлли Берри и Сэмом Шепардом, экшен-триллер 2009 года «Белая мгла» с Кейт Бекинсейл.
Сена прославился также как постановщик музыкальных клипов. Он работал с такими музыкантами, как Стинг, Дэвид Боуи, Тина Тернер, Брайан Адамс. Серия клипов для Джанет Джексон принесла режиссёру премию «Грэмми».
Кроме того, Сена хорошо известен в мире телерекламы. Он сотрудничал с такими брендами, как Nike,Apple, IBM, Honda. Три ролика, созданные Сена, помогли его компании Propaganda Films получить «Золотую пальмовую ветвь» на Международном фестивале рекламы в Каннах «Каннские львы», а рекламная кампания для Nike принесла режиссёру одну из высших наград, вручаемых на этом же фестивале — «Золотого льва». Ролики Сена входят в собрание Нью-Йоркского музея современного искусства (МоМА).

## Критика и отзывы
Боевики Доминика Сены, их яркие, неожиданные и противоречивые визуальные решения всегда вызывали полемику в кинематографических обзорах, в том числе, неоднократно, и в русскоязычных источниках.

По опросам зрительского мнения получается, что кассовым успехом «Рыба-меч» обязана вовсе не очередному возвращению на экран похудевшего Траволты, а тому, что играющая его сподвижницу Хэлли Берри показывается топлесс. Режиссёр Доминик Сена решительно не знает, что делать с женщинами на экране: в фильме «Угнать за 60 секунд» у него бессмысленно болталась среди мужиков Анджелина Джоли, тут у него Берри со своими сиськами, абсолютно по сюжету не нужными.— «Коммерсантъ»

«Время ведьм» (выглядит) так, словно его снимал Сэм Рэйми, режиссёр «Зловещих мертвецов», а не Доминик Сена, последней работой которого стала провальная (ибо скучная) «Белая мгла»— 

Это удивительно сухая картина («Угнать за 60 секунд»), но так как она вся построена на автомобилях, люди её смотрели с огромным удовольствием. Там было задействовано нереальное количество знаменитых людей, которые, видимо, тоже любят автомобили и вообще согласились сниматься в этой картине, потому что захотели заработать денег и хорошо провести время в хорошей компании.— 

## Фильмография
| Год  |   | Русское название    | Оригинальное название | Роль     |
| ---- | - | ------------------- | --------------------- | -------- |
| 1993 | ф | Калифорния          | Kalifornia            | режиссёр |
| 2000 | ф | Угнать за 60 секунд | Gone in Sixty Seconds | режиссёр |
| 2001 | ф | Пароль «Рыба-меч»   | Swordfish             | режиссёр |
| 2006 | ф | 13 могил            | 13 Graves             | режиссёр |
| 2009 | ф | Белая мгла          | Whiteout              | режиссёр |
| 2010 | ф | Время ведьм         | Season of the Witch   | режиссёр |